# Диадумениан
Марк Опе́лий Антони́н Диадумениа́н (Диадуме́н, лат. Marcus Opellius Antoninus Diadumenianus, 14 сентября 208 — июнь 218) — римский император, номинальный соправитель своего отца Макрина.

## Биография
Родился в семье императорского сановника, ставшего префектом преторианцев. 8 апреля 217 года был убит император Каракалла. Тремя днями позже Макрин, обладавший реальной властью и подозреваемый современниками в организации заговора, был провозглашён императором. Спустя короткое время Диадумениан получил титул цезаря. Перед лицом смертельной угрозы со стороны восставших восточных легионов Диадумениан в мае 218 года был провозглашён августом и соправителем своего отца.
В результате битвы при Антиохии войска Макрина были разбиты. Всеми оставленный, он был вынужден бежать, переодевшись в простого солдата. Макрин хотел добраться до Рима окружным путём, через Малую Азию, но был схвачен в Халкидоне и отправлен обратно в Антиохию — на простой телеге, как обычный преступник. Проезжая по горной тропе, пленник попытался свести счеты с жизнью, бросившись в пропасть с телеги. Однако он упал неудачно и получил лишь перелом ключицы. Вскоре его убил какой-то центурион, а его тело лежало у дороги непогребённым, чтобы его мог увидеть новый император — Гелиогабал. Диадумениан пытался бежать в Парфию, но его постигла та же судьба, он был пойман и убит. Голова девятилетнего императора была как трофей доставлена победителю — 14-летнему Гелиогабалу.